# Victor Noguine
Victor Pavlovitch Noguine (en russe : Ви́ктор Па́влович Ноги́н), né le 14 février 1878 à Moscou et mort le 22 mai 1924 dans la même ville, est un important militant bolchevique. Il est élu premier président bolchevique du Conseil des députés ouvriers de Moscou, le 19 septembre 1917.

## Biographie
En juin 1917, Noguine critiqua la volonté de Lénine de prendre le pouvoir : « Lénine propose une révolution, sommes-nous en mesure d'en faire une ? Nous sommes minoritaires dans le pays. On ne prépare pas une offensive en deux jours ». Il maintint cette réticence jusqu'à la révolution d'Octobre. Il fut ensuite nommé commissaire du peuple au Commerce et à l'Industrie, mais il démissionna rapidement de son poste ainsi que du comité central (avec Kamenev, Zinoviev, Rykov et Milioutine) pour protester contre le refus de Lénine de former un gouvernement de coalition des partis socialistes.
Noguine a négocié des accords commerciaux importants à l'étranger dans le cadre de la NEP : Grande-Bretagne (Anglo-Soviet Trade Agreement (en) , 1921), USA (où en 1923 il signe un gros achat de coton américain, et rencontre le président Coolidge).
Il meurt à Moscou en 1924 d'une hémorragie gastrique après avoir subi une intervention chirurgicale, à l'âge de 46 ans. Enterré sur la Place Rouge à Moscou dans une fosse commune.
La ville de Bogodorosk a été renommée Noguinsk en son honneur en 1930.